# Джованні Піко делла Мірандола
Джова́нні Пі́ко де́лла Міра́ндола (італ. Pico della Mirandola; 24 лютого 1463, Мірандола, поблизу Модени — 17 листопада 1494, Флоренція) — італійський мислитель та філософ епохи Відродження, представник раннього гуманізму.
Основним його твором є «900 тез, навіяних філософією, кабалою та теологією» (Conclusiones philosophicae, cabalisticae et theologicae), який побачив світ у 1486 році та вступним словом до якого була «Промова про людську гідність» (Oratio de hominis dignitate, 1487) — найвідоміший документ раннього Відродження, в якому відобразився спосіб мислення епохи.
Піко делла Мірандола розглядає питання безкорисливого характеру філософії. На його думку, філософ не має розраховувати на винагороду (або також славу чи якісь почесті) за свої дослідження та філософствування, а робити це тільки з любові до самої філософії і тільки задля формування своєї душі і досягнення та розуміння істини. У «філософа», який прагне грошей та слави, все життя проходить у пошуку цього і він навіть для самого себе, для власного самовдосконалення, не сильно розмірковує над істиною. Тож філософом називатися він не може.
Отже, в своїй промові Піко делла Мірандола ставить декілька важливих питань, які були й залишаються актуальними — питання місця людини в світобудові (його автор визначив як знаходження людини як надістоти в центрі всесвіту (це і є відомий антропоцентризм Ренесансу), ми можемо прослідкувати видимі тенденції обожествлення людини), питання про сумісність різних філософських вчень та методів на шляху досягнення істини та злиття із тим, хто нас створив (Піко делла Мірандола впевнений, що різні ідеї, висловлені філософами є тими чи іншими наближеннями до однієї спільної істини, для нього сама можливість діалогу двох істин і є самою істиною); питання ставлення філософа до матеріального, грошей і слави. Цінність та унікальність роботи та філософської системи Піко делла Мірандоли в тому, що вона як жодна інша відображала весь вузол суперечностей та протиріч, властивих для епохи Відродження.
Переклад українською мовою «Промови про гідність людини» здійснив лінгвіст і перекладач Назарій Назаров (Всесвіт. — 2013. — № 11/12 або Мова та історія. — К., 2013. — Вип. 233).

## Переклади українською
- Промова про гідність людини ; [пер. з лат. Назарія Назарова] // Всесвіт. — 2013. — № 11–12. — С. 44–64.